# Picotet puntejat
El picotet puntejat (Picumnus nigropunctatus) és una espècie d'ocell de la família dels pícids (Picidae) que habita la selva humida i vegetació secundària del nord-est de Veneçuela.

## Taxonomia i sistemàtica
La taxonomia del picotet puntejat no està resolta. El Handbook of the Birds of the World de BirdLife International tracta aquest tàxon com una espècie. La Unió Internacional d'Ornitòlegs i la taxonomia de Clements la tracten com la subespècie de picotet P. squamulatus obsoletus. El Comitè de Classificació Sud-americà de l'American Ornithological Society no la reconeix com a espècie.

## Descripció
El picotet puntejat s'assembla a altres membres del gènere Picumnus. El seu tret característic són les parts inferiors de color groc pàl·lid amb punts negres dispersos per la part inferior del pit i generalment al ventre i les cobertores inferiors de la cua. La capçada és negra amb estretes ratlles escarlata a la part davantera i punts blancs conspicus a la part posterior. Les parts superiors són de color marró oliva clar, lleugerament groguencs, amb taques fosques a les espatlles i l'esquena.

## Distribució i hàbitat
Es troba de manera habitual a les zones arbrades o arbustives, prop de l'aigua o inundades d'aigua, a les terres baixes costaneres veneçolanes entre el sud-est de Sucre i el sud de Delta Amacuro, sempre per sota dels 100 metres.

## Estat
La UICN ha avaluat el picotet puntejat de risc mínim, tot i que té una distribució limitada i es desconeix la quantitat exacta de la seva població. Amb tot, es creu que està disminuint. No s'han identificat amenaces immediates.